# Antonie Claassen
Pour les articles homonymes, voir Claassen.

a Compétitions nationales et continentales officielles uniquement.

b Matchs officiels uniquement.
Dernière mise à jour le 27 avril 2023.
Antonie Delport Claassen, né le 20 octobre 1984, est un joueur international français de nationalités sud-africaine et française de rugby à XV , qui joue au poste de troisième ligne centre.
Il est le fils de Wynand Claassen (en), qui fut international sud-africain dans les années 1980.

## Biographie

### Jeunesse et formation
Passé par l’université de Pretoria, Antonie Claassen fait ses classes dans les diverses équipes de jeunes de la province du Natal. En 2002, il intègre la prestigieuse SA Academy avant d’être sélectionné en 2003 avec l’équipe d’Afrique du Sud des moins de 19 ans,. L’année suivante il rejoint les Blue Bulls, à Pretoria.

### Débuts en Afrique du Sud puis à Brive
En 2007, Antonie Claassen participe, avec l’équipe première des Bulls, à la Vodacom Cup.
Il signe un contrat de trois ans avec le Club athlétique Brive Corrèze Limousin, après avoir été joker médical à son arrivée en octobre 2007.
En juin 2011, il participe à la tournée des Barbarians français en Argentine pour jouer deux matchs contre les Pumas. Les Baa-Baas s'inclinent 23 à 19  à Buenos Aires puis l'emportent 18 à 21 à Resistencia.

### Transfert à Castres et international français (2012-2014)
Il est ensuite recruté par le Castres olympique afin de pallier le départ de Chris Masoe.

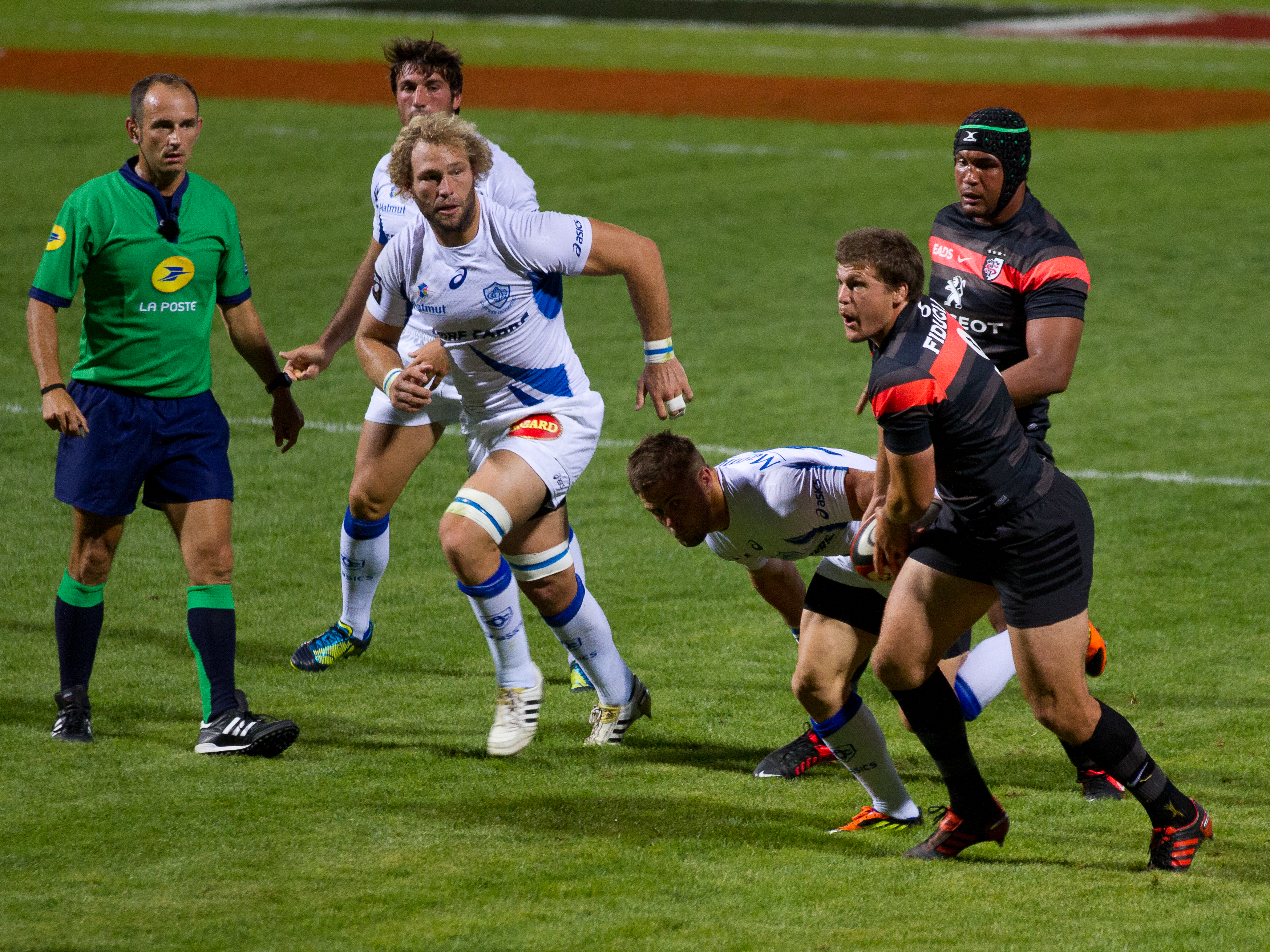
Antonie Claassen avec le Castres olympique face au Stade toulousain.

En juin 2012, il participe à la tournée des Barbarians français au Japon pour jouer deux matchs contre l'équipe nationale nippone à Tokyo. Les Baa-Baas l'emportent 40 à 21 puis 51 à 18. En novembre 2012, il est de nouveau sélectionné avec les Barbarians français pour affronter le Japon au Stade Océane du Havre. Les Baa-Baas l'emportent 65 à 41.
Le 11 février 2013, Philippe Saint-André, sélectionneur du XV de France, retient Antonie Claassen dans sa liste des vingt-trois joueurs appelés pour affronter le XV d'Angleterre dans le cadre du Tournoi des Six Nations.
Lors de la conférence de presse du 16 février 2013, à l'occasion du rassemblement des joueurs de l'équipe de France en vue de préparer le match contre l'Angleterre, qui marquera sa troisième sélection avec le XV de France, Antonie Claassen déclare être très fier de jouer pour la France.
Le 1er juin 2013, il devient champion de France au terme d'une finale remportée par son équipe du Castres olympique face au RC Toulon sur le score de 19 à 14[réf. nécessaire]. Cependant, ils échouent la saison d'après lors de la finale opposant le même adversaire que la saison dernière Toulon, sur le score de 18 à 10.
Retenu par Philippe Saint-André pour disputer la tournée d'été du XV de France en Nouvelle-Zélande, Antonie Claassen joue son quatrième match avec le XV de France le 11 juin 2013, face à la province néo-zélandaise des Blues. Ce match, préparatoire au deuxième des trois tests de la tournée disputés face aux All Blacks, ne compte cependant pas pour une sélection.

### Deuxième partie de carrière au Racing 92 (2014-2021)

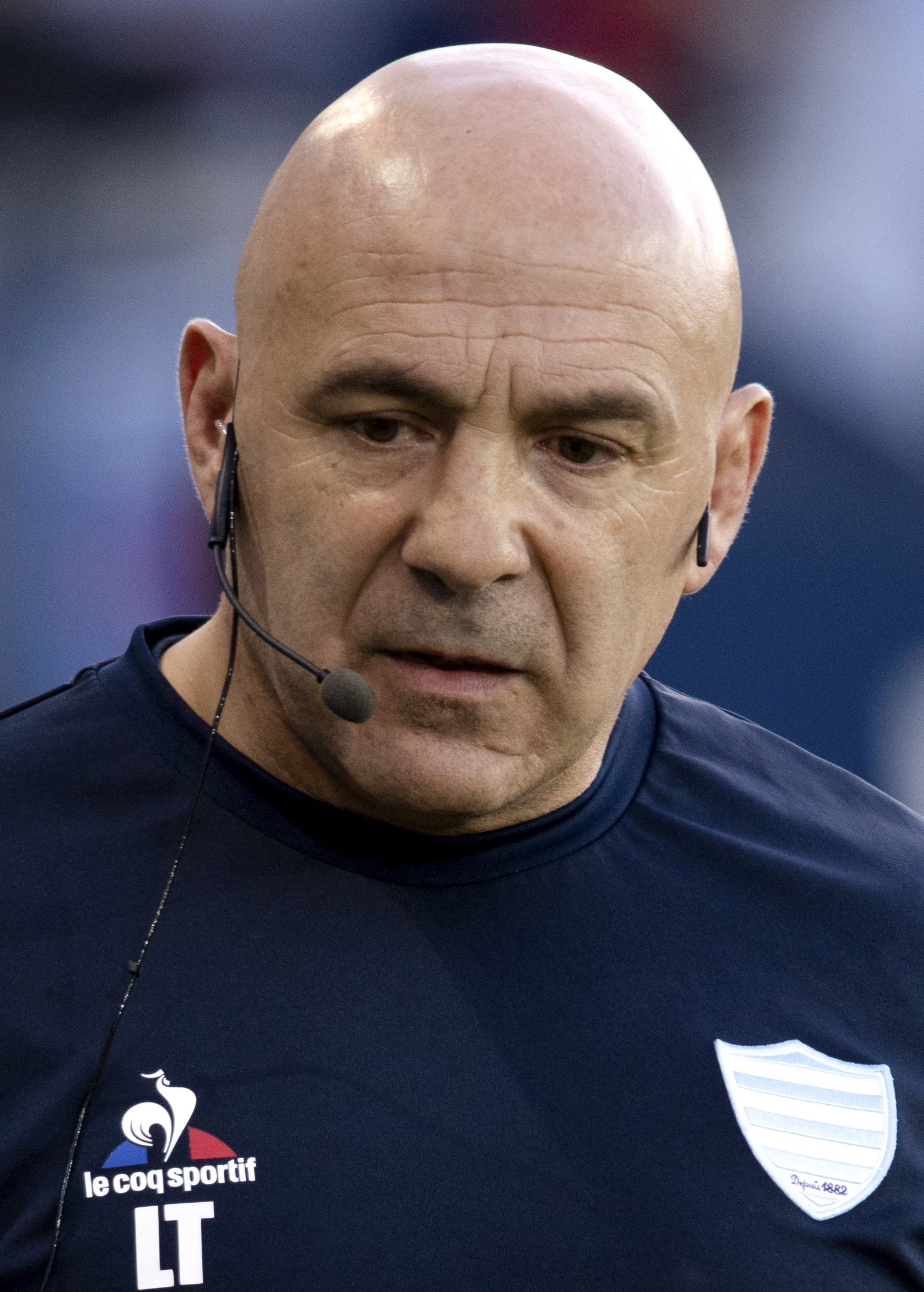
Laurent Travers, ici en 2019, est l'entraîneur d'Antonie Claassen à Castres de 2012 à 2013 et au Racing de 2014 à 2021.

Il est ensuite transféré au Racing 92 en 2014, où il devient l'un des cadres du club francilien. Durant la saison 2015-2016, le Racing 92 est dans un premier temps finaliste de la Coupe d'Europe et affronte les Saracens. Antonie Claassen entre en jeu en fin de match à la place de Bernard Le Roux, mais les siens sont battus 9-21,. Puis, il remporte le Top 14 avec son équipe, après avoir battu en finale le RC Toulon sur le score de 21 à 29. Claassen commence cette rencontre sur le banc des remplaçants, puis remplace Chris Masoe en cours de partie.
Deux ans plus tard, en 2017-2018, le Racing 92 atteint une deuxième fois la finale de la Coupe d'Europe et est cette fois opposé aux Irlandais du Leinster. Antonie Claassen ne participe pas à cette rencontre et les Franciliens perdent leur deuxième finale consécutive après une courte défaite 15-12,. En championnat, le Racing échoue aux portes de la finale après avoir été battu 14 à 19 par le Castres olympique en demi-finale.
En 2019-2020, le Racing 92 se qualifie pour sa troisième finale de la Coupe d'Europe en cinq ans. Face aux Anglais d'Exeter, Claassen est titularisé en troisième ligne aux côtés de Wenceslas Lauret et Fabien Sanconnie, mais son équipe perd aussi cette finale, ayant été battu 31-27,.
À la fin de la saison 2020-2021, il quitte au rugby professionnel et le Racing 92.
Lors de l'intersaison 2021, il s'engage pour deux ans avec le RC Suresnes en Nationale. En parallèle, il reprend ses études et entame un MBA à HEC, dans le commerce international.

## Statistiques en sélection
| Année | Compétition             | Matchs | Points | Essais |
| ----- | ----------------------- | ------ | ------ | ------ |
| 2013  | Tournoi des Six Nations | 3      | 0      | 0      |
| 2013  | Test matchs             | 2      | 0      | 0      |
| 2014  | Tournoi des Six Nations | 1      | 0      | 0      |
| Total | Total                   | 6      | 0      | 0      |

## Palmarès

### En club
- Castres olympique
  - Vainqueur du Championnat de France en 2013
  - Finaliste du Championnat de France en 2014
- Racing 92
  - Vainqueur du Championnat de France en 2016
  - Finaliste de la Coupe d'Europe en 2016 et en 2020

### Distinction personnelle
- Oscars du Midi olympique :  Oscar de bronze 2013